# Diocesi di Tacna e Moquegua

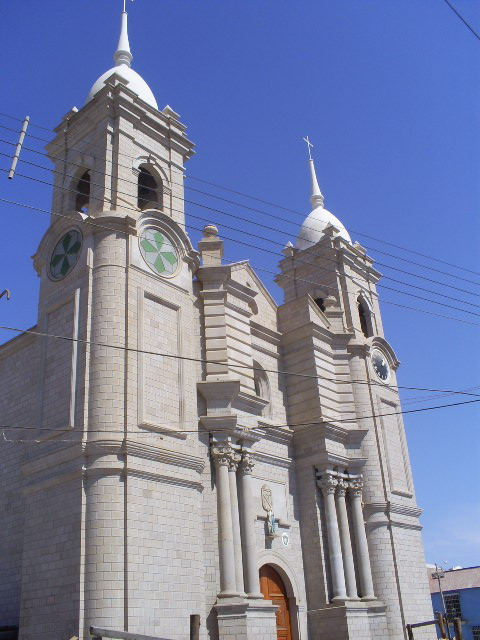
La concattedrale di San Domenico a Moquegua

La diocesi di Tacna e Moquegua (in latino Dioecesis Tacnensis et Moqueguensis) è una sede della Chiesa cattolica in Perù suffraganea dell'arcidiocesi di Arequipa. Nel 2022 contava 497.590 battezzati su 560.384 abitanti. È retta dal vescovo Marco Antonio Cortez Lara.

## Territorio
La diocesi comprende le regioni di Tacna e di Moquegua.
Sede vescovile è la città di Tacna, dove si trova la cattedrale di Nostra Signora del Rosario. A Moquegua sorge la concattedrale di San Domenico.
Il territorio è suddiviso in 42 parrocchie.

## Storia
La diocesi di Tacna fu eretta il 18 dicembre 1944 con la bolla Nihil potius et antiquius di papa Pio XII, ricavandone il territorio dall'arcidiocesi di Arequipa.
L'11 luglio 1992 ha assunto il nome attuale per effetto del decreto Multum conferre della Congregazione per i vescovi.

## Cronotassi dei vescovi
Si omettono i periodi di sede vacante non superiori ai 2 anni o non storicamente accertati.
- Carlos Alberto Arce Masías † (6 luglio 1945 - 17 dicembre 1956 nominato vescovo di Huánuco)
- Alfonso Zaplana Bellizza † (17 dicembre 1957 - 28 aprile 1973 deceduto)
- Óscar Rolando Cantuarias Pastor † (5 ottobre 1973 - 9 settembre 1981 nominato arcivescovo di Piura)
- Óscar Julio Alzamora Revoredo, S.M. † (16 dicembre 1982 - 13 febbraio 1991 dimesso)
- José Hugo Garaycoa Hawkins † (6 giugno 1991 - 1º settembre 2006 ritirato)
- Marco Antonio Cortez Lara, succeduto il 1º settembre 2006

## Statistiche
La diocesi nel 2022 su una popolazione di 560.384 persone contava 497.590 battezzati, corrispondenti all'88,8% del totale.
| anno | popolazione | popolazione | popolazione | presbiteri | presbiteri | presbiteri | presbiteri                | diaconi | religiosi | religiosi | parrocchie |
| anno | battezzati  | totale      | %           | numero     | secolari   | regolari   | battezzati per presbitero | diaconi | uomini    | donne     | parrocchie |
| ---- | ----------- | ----------- | ----------- | ---------- | ---------- | ---------- | ------------------------- | ------- | --------- | --------- | ---------- |
| 1949 | 120.000     | 125.000     | 96,0        | 18         | 17         | 1          | 6.666                     |         | 2         | 30        | 16         |
| 1966 | 150.000     | 152.000     | 98,7        | 41         | 27         | 14         | 3.658                     |         | 14        | 62        | 21         |
| 1970 | 140.000     | 152.000     | 92,1        | 77         | 30         | 47         | 1.818                     |         | 61        | 81        | 32         |
| 1976 | 190.225     | 190.455     | 99,9        | 34         | 21         | 13         | 5.594                     |         | 25        | 32        | 32         |
| 1980 | 205.500     | 207.600     | 99,0        | 35         | 20         | 15         | 5.871                     |         | 26        | 36        | 32         |
| 1990 | 320.000     | 353.200     | 90,6        | 31         | 16         | 15         | 10.322                    | 1       | 23        | 40        | 28         |
| 1999 | 362.000     | 391.400     | 92,5        | 33         | 17         | 16         | 10.969                    | 4       | 21        | 70        | 35         |
| 2000 | 543.000     | 647.490     | 83,9        | 38         | 24         | 14         | 14.289                    | 4       | 17        | 69        | 48         |
| 2001 | 650.000     | 780.000     | 83,3        | 41         | 27         | 14         | 15.853                    | 4       | 17        | 76        | 34         |
| 2002 | 750.000     | 913.300     | 82,1        | 30         | 24         | 6          | 25.000                    | 4       | 9         | 78        | 37         |
| 2003 | 804.584     | 914.300     | 88,0        | 68         | 48         | 20         | 11.832                    | 4       | 31        | 90        | 37         |
| 2004 | 823.206     | 925.230     | 89,0        | 63         | 44         | 19         | 13.066                    | 3       | 25        | 93        | 37         |
| 2010 | 556.000     | 625.000     | 89,0        | 54         | 38         | 16         | 10.296                    | 3       | 22        | 110       | 38         |
| 2014 | 580.000     | 653.000     | 88,8        | 61         | 49         | 12         | 9.508                     | 3       | 13        | 111       | 41         |
| 2017 | 598.340     | 674.140     | 88,8        | 53         | 41         | 12         | 11.289                    | 2       | 15        | 102       | 41         |
| 2020 | 484.900     | 546.094     | 88,8        | 49         | 38         | 11         | 9.895                     | 2       | 14        | 89        | 42         |
| 2022 | 497.590     | 560.384     | 88,8        | 48         | 36         | 12         | 10.366                    | 2       | 12        | 83        | 42         |